# Luciano Fabbri
Luciano Fabbri (Rosario, 25 de noviembre de 1981), también conocido como Lucho Fabbri, es docente y capacitador sobre masculinidades, políticas de género y sexualidades. Es licenciado en Ciencias Políticas, doctor en Ciencias Sociales, profesor universitario y educador popular. Su principal área de intervención y estudio es la lucha feminista y el rol de la masculinidad dentro de la misma. En particular, su trabajo indaga sobre la forma en que la masculinidad razona y actúa sobre el movimiento feminista, o en sus propias palabras: 

Esa relación que los feminismos nos interpelan a transformar es precisamente la relación de poder forjada al calor del dispositivo de masculinidad. Por ello es que devenir feministas, para los sujetos socializados en la masculinidad, es embarcarnos en una lucha contra nosotros mismos y los monstruos cotidianos que nos habitan, contra nuestros propios machismos y violencias, contra los mecanismos en los que fuimos socializados y entrenados para llegar a ser lo que somos.
Luciano Fabbri, "La ola feminista cuestiona la masculinidad"

## Trayectoria
Fabbri es presidente del Instituto Masculinidades y Cambio Social, desde donde participa en políticas de género destinadas a varones y masculinidades. En el ámbito universitario, es coordinador del Área de Género y Sexualidades del Rectorado de la Universidad Nacional de Rosario. Es secretario de Formación y Capacitación para la Igualdad de la Provincia de Santa Fe. Participa a su vez como miembro del Consejo Asesor ad honorem del Ministerio de Mujeres, Género y Diversidad de la Nación, y de la Comisión Asesora del Programa Nacional para la Igualdad de Géneros en Ciencia, Tecnología e Innovación del Ministerio de Ciencia, Tecnología e Innovación.
Fabbri participó de la fundación y formó parte del primer colectivo de Varones Antipatriarcales en la ciudad de La Plata, durante el período 2009-2014, para luego integrarse a la colectiva feminista mixta, popular y disidente Mala Junta.

## Obra
Algunas de sus publicaciones son:
- Fabbri, Luciano (comp.) (2021) “La masculinidad incomodada”. Rosario: UNR y HomoSapiens.
- Fabbri, Luciano (dir.) (2020) “Cuadernos Feministas para la Transversalización” de UNR Editora.
- Fabbri, Luciano (2020) “Micromachismos, porongueo y complicidad. Resistencias de los varones cis a los procesos de despatriarcalización”, en D. Maffía; P. Gómez; A. Moreno; C. Moretti (comps.) Intervenciones feministas para la igualdad y la justicia. Ciudad Autónoma de Buenos Aires: Jusbaires.
- Fabbri, Luciano y Rovetto, Florencia (2020) “Ley Micaela en el sistema universitario nacional: propuesta pedagógica para la formación y sensibilización en género y sexualidades”. Ciudad Autónoma de Buenos Aires: RUGE-CIN.
- Fabbri, Luciano (2019) “Género, masculinidad(es) y salud. Politizar las miradas”, en Fundación Soberanía Sanitaria (comps.) Salud Feminista. Soberanía de los cuerpos, poder y territorio. CABA: Tinta Limón.
- Fabbri, Luciano (2018) “La ola feminista cuestiona la masculinidad”, en La cuarta ola feminista Oleada Revista Digital y Mala Junta.
- Fabbri, Luciano (2018) “Género, masculinidad(es) y salud de los varones. Tensiones epistemológicas y derivas políticas”, Avatares Filosóficos nº 5.
- Fabbri, Luciano (2017) Apuntes sobre feminismos y construcción de poder popular. Santiago de Chile: Proyección editores, Tiempo Robado editoras. ISBN: 978-956-9364-10-5.
- Fabbri, Luciano (2016) “Colectivo de hombres y feminismos. Aportes, tensiones y desafíos desde (y para) la praxis”.
- Fabbri, Luciano (2014) “Ni meramente natural, ni remotamente universal: Avatares de la teoría sexo/género”, Revista www.izquierdas.cl n° 19.
- Fabbri, Luciano (2014) “Desprendimiento Androcéntrico. Pensar la matriz colonial de poder desde los aportes de Silvia Federici y María Lugones”, Universitas Humanística 78.
- Fabbri, Luciano (2013) “Masculinidad y producción de conocimiento no androcéntrico:interpelaciones de la epistemología feminista”, Sujeto, Subjetividad y Cultura 5.